# Sibila eritrea

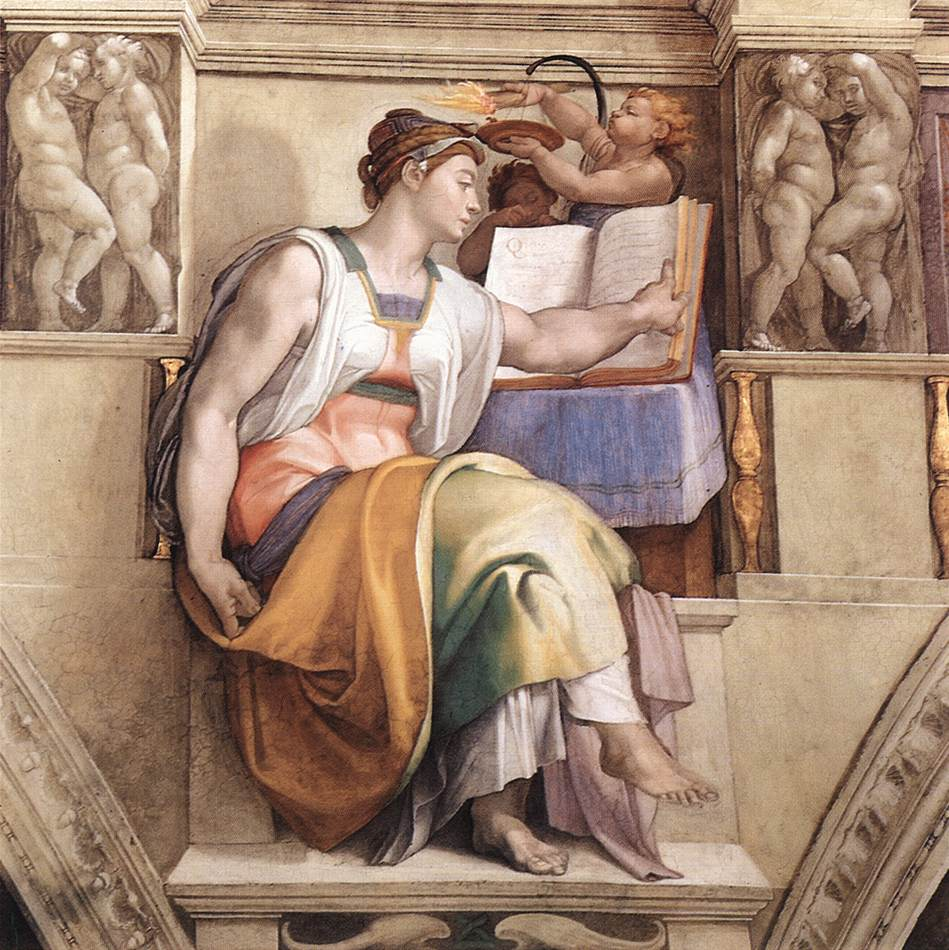
La sibila eritrea representada por Miguel Ángel en la Capilla Sixtina.

La sibila eritrea era una sacerdotisa profética que presidía el oráculo de Apolo en la ciudad de Eritras, en Jonia, al oeste de la península anatolia. Es de suponer que hubo más de una sibila en Eritras a lo largo del tiempo. Se registra que una se llamó Herófila. Se decía que al menos una era natural de Caldea, al sur de Babilonia, y era hija de Beroso (que escribió una Historia de Babilonia en griego) y Erimanta. 
Es citada en la obra de Lactancio Instituciones divinas, que usa como fuentes a Varrón y a Apolodoro de Eritrea. Dice de ella que fue la que predijo que Troya sería destruida en la guerra, y que Homero haría un poema lleno de falsedades sobre esa guerra. Además dice que era la única sibila cuyo libro encabeza, y que, aunque había nacido en Babilonia, había tomado el nombre de «eritrea». Su supuesto libro era muy valorado tanto por la nobleza de sus expresiones como por todas las cosas que había predicho.
Se dice que la sibila eritrea popularizó los acrósticos mediante versos escritos en hojas vegetales.